# Vesa-Matti Loiri
Vesa-Matti Loiri (Helsinki, 4 gennaio 1945 – Helsinki, 10 agosto 2022) è stato un cantante e attore finlandese.
Come attore è conosciuto per aver interpretato il personaggio di Uuno Turhapuro in una serie di film dal 1973 al 2004. Ha debuttato recitando nel film Pojat per la regia di Mikko Niskanen nel 1962. Ha vinto tre Jussi e quattro Telvis.
Come musicista, ha rappresentato la Finlandia all'Eurovision Song Contest 1980 con la canzone Huilumies, classificandosi  in finale all'ultimo posto.

## Discografia
Album
- 1971 - 4+20
- 1972 - Vesku Suomesta
- 1973 - Veskunoita
- 1974 - Merirosvokapteeni Ynjevi Lavankopoksahdus
- 1977 - Vesku Helismaasta
- 1978 - Eino Leino
- 1980 - Ennen viimeistä maljaa
- 1980 - Eino Leino 2
- 1981 - Vesa-Matti Loiri tulkitsee Oskar Merikannon lauluja
- 1983 - Täällä Pohjantähden alla
- 1984 - Lasihelmipeli
- 1985 - Eino Leino 3
- 1986 - Naurava kulkuri
- 1987 - Voi hyvä tavaton
- 1988 - Pim peli pom
- 1988 - Sydämeeni joulun teen
- 1989 - Unelmia
- 1990 - Seitsemän kertaa
- 1994 - Vesa-Matti Loiri
- 1995 - Kaksin
- 1995 - Uuno Kailas
- 1995 - Nauravan kulkurin paluu
- 1997 - Rurja
- 1998 - Sydämeeni joulun teen	6
- 2000 - Kirkkokonsertti
- 2001 - Eino Leino 4 – Päivän laskiessa
- 2003 - Ystävän laulut
- 2004 - Ystävän laulut II - Albatrossi
- 2004 - Ivalo
- 2004 - Inari
- 2008 - Kasari
- 2009 - Hyvää puuta
- 2010 - Skarabee
- 2011 - 4+20 (riedizione)
- 2013 - Tuomittuna kulkemaan
- 2014 - Kaikkien aikojen Loiri

- 2021 - guest in Silver Lake by Esa Holopainen